# El Mirador Airport
El Mirador Airport är en flygplats i Chile.   Den ligger i provinsen Provincia de Llanquihue och regionen Región de Los Lagos, i den södra delen av landet, 900 km söder om huvudstaden Santiago de Chile. El Mirador Airport ligger 136 meter över havet.
Terrängen runt El Mirador Airport är huvudsakligen platt. El Mirador Airport ligger uppe på en höjd. Runt El Mirador Airport är det ganska tätbefolkat, med 108 invånare per kvadratkilometer.. Närmaste större samhälle är Puerto Montt, 12,9 km söder om El Mirador Airport.
I omgivningarna runt El Mirador Airport växer i huvudsak blandskog.